# Proasellus lusitanicus
Proasellus lusitanicus är en kräftdjursart som först beskrevs av Frade 1938.  Proasellus lusitanicus ingår i släktet Proasellus och familjen sötvattensgråsuggor. Inga underarter finns listade i Catalogue of Life.